# سفارة رومانيا في أذربيجان
سفارة رومانيا في أذربيجان هي أرفع تمثيل دبلوماسي لدولة رومانيا لدى أذربيجان. تقع السفارة في باكو وهي تهدف لتعزيز المصالح الرومانية في أذربيجان.

## وصلات خارجية
- قائمة سفارات رومانيا
- قائمة السفارات في أذربيجان